# Nitakeris lucasii
Nitakeris lucasii es una especie de escarabajo longicornio del género Nitakeris, tribu, Saperdini, subfamilia Lamiinae. Fue descrita por Thomson en 1858.

## Descripción
Mide 18-22 mm de longitud.

## Distribución
Se distribuye por Benín, Camerún, Costa de Marfil, Gabón, Guinea, Guinea Ecuatorial, República Centroafricana, República Democrática del Congo, República del Congo y Sierra Leona.